# Distribució logarítmica de Cauchy
En teoria de probabilitats, una distribució logarítmica de Cauchy és una distribució de probabilitat d'una variable aleatòria el logaritme de la qual es distribueix d'acord amb una distribució de Cauchy. Si X és una variable aleatòria amb una distribució de Cauchy, aleshores Y = exp(X) té una distribució log-Cauchy; de la mateixa manera, si Y té una distribució log-Cauchy, llavors X=log(Y) té una distribució de Cauchy.

## Caracterització
La distribució log-Cauchy és un cas especial de la distribució log-t on el paràmetre de graus de llibertat és igual a 1.

### Funció de densitat de probabilitat
La distribució log-Cauchy té la funció de densitat de probabilitat:
{\displaystyle {\begin{aligned}f(x;\mu ,\sigma )&={\frac {1}{x\pi \sigma \left[1+\left({\frac {\ln x-\mu }{\sigma }}\right)^{2}\right]}},\ \ x>0\\&={1 \over x\pi }\left[{\sigma  \over (\ln x-\mu )^{2}+\sigma ^{2}}\right],\ \ x>0\end{aligned}}}
on {\displaystyle \mu } és un nombre real i {\displaystyle \sigma >0}. Si {\displaystyle \sigma } se sap, el paràmetre d'escala és {\displaystyle e^{\mu }}. {\displaystyle \mu } i {\displaystyle \sigma } corresponen al paràmetre de localització i al paràmetre d'escala de la distribució de Cauchy associada. Alguns autors defineixen {\displaystyle \mu } i {\displaystyle \sigma } com els paràmetres d'ubicació i escala, respectivament, de la distribució log-Cauchy.
Per {\displaystyle \mu =0} i {\displaystyle \sigma =1}, corresponent a una distribució estàndard de Cauchy, la funció de densitat de probabilitat es redueix a:
{\displaystyle f(x;0,1)={\frac {1}{x\pi (1+(\ln x)^{2})}},\ \ x>0}

## Usos
En l'estadística bayesiana, la distribució log-Cauchy es pot utilitzar per aproximar la densitat impropia de Jeffreys -Haldane, 1/k, que de vegades es suggereix com a distribució prèvia per a k on k és un paràmetre positiu que s'està estimant. La distribució log-Cauchy es pot utilitzar per modelar certs processos de supervivència on es poden produir valors atípics significatius o resultats extrems. Un exemple d'un procés on una distribució log-Cauchy pot ser un model adequat és el temps que transcorre entre algú que s'infecta pel VIH i mostra símptomes de la malaltia, que pot ser molt llarg per a algunes persones. També s'ha proposat com a model per als patrons d'abundància d'espècies.